# Шквал (авіаційний прицільний комплекс)
І-251 «Шквал» — авіаційний оптико-телевізійний прицільний комплекс (ОТПК). Використовується для виявлення і розпізнавання цілей в денних і нічних умовах, автоматичного супроводу рухомих і нерухомих цілей, автоматичного наведення протитанкових керованих ракет (ПТКР), підствіт ракетам з лазерними головками самонаведення (ГСН), цілевказівки ракетам з телевізійними ГСН, застосування некерованої зброї з літака-штурмовика Су-25Т.

## Склад
До складу комплексу входять:
- Денна оптико-телевізійна система
- Система стабілізації і наведення лінії візування
- Телевізійна автоматична система супроводу цілей
- Лазерна станція дальнометруравання і підсвітки
- Лазерно-променевий канал управління ПТКР
- Бортова обчислювальна машина
- Нічна оптикотелевізійна система в контейнері

## Технічні характеристики
- Кут поля зору телевізійної системи, град.:

широке 2, 7х3, 6
вузьке 0, 7х0, 9
- Діапазон кутів наведення лінії візування, град.:

по вертикалі від +15 до −80
по горизонталі ± 35
- Максимальна швидкість наведення лінії візування, град. / С: 10
- Маса, кг: 350